# クレバのベスト盤
『クレバのベスト盤』（クレバのベストばん）は、2008年3月19日に発売されたKREVA初のベスト・アルバム。発売元はポニーキャニオン。

## 解説
KREVA初のベスト・アルバムであり、2008年に発売されたKREVAのCDとしてはこれが唯一となった。全12枚のシングル曲を含む既存の15曲に、ボーナス・トラックとして新曲「あかさたなはまやらわをん」を加えた全16曲。シングル曲は、新作から遡るように収録されている。初回限定盤はDVD付特殊パッケージ。
発表時には『ベスト・アルバム』というシンプルなタイトルであったが、その後『クレバのベスト盤』に改められた。宮崎駿監督の映画の「タイトルに“の”が入っていたらヒットする」という法則に則ったとのこと。
アルバムのCMスポットを動画投稿サイトYouTubeを通じて、世界258の地域から一般公募した。

## 収録曲
1. ストロングスタイル
3rdアルバム『よろしくお願いします』に収録。
後に11thシングルとして発売。
2. ビコーズ
3rdアルバム『よろしくお願いします』に収録。
後に11thシングルのカップリング曲としても収録された。
3. くればいいのに feat.草野マサムネ from SPITZ
10thシングル。
4. アグレッシ部
9thシングル。
5. THE SHOW
8thシングル。
6. Have a nice day!
7thシングル。
7. H.A.P.P.Y
2ndアルバム『愛・自分博』に収録。
8. It's for you
2ndアルバム『愛・自分博』に収録。
9. 国民的行事
6thシングル。
音源は『愛・自分博』収録分であり、シングル・バージョンと若干異なる。
10. スタート
5thシングル。
11. イッサイガッサイ
4thシングル。
12. ファンキーグラマラス feat.Mummy-D from RHYMESTER / マボロシ
1stアルバム『新人クレバ』に収録。後に3rdシングルとして発売。
13. ひとりじゃないのよ feat.SONOMI
2ndシングル。
14. 音色
メジャー・デビュー・シングル。
15. 希望の炎
インディーズ・デビュー・シングル。
16. あかさたなはまやらわをん
新曲。ボーナス・トラック。

### 初回限定盤DVD
- TV SPOT集
- クレバのインタビュー
- YouTube CMコンテスト 最優秀作品
- YouTube ハートバトンビデオ
- LIVE映像「ストロングスタイル」（2007年11月23日の武道館ライブより）